# Larnaca nigrata
Larnaca nigrata är en insektsart som först beskrevs av Brunner von Wattenwyl 1888.  Larnaca nigrata ingår i släktet Larnaca och familjen Gryllacrididae.

## Underarter
Arten delas in i följande underarter:
- L. n. crassiuscula
- L. n. nigrata